# Блейк Нілі
Блейк Нілі (англ. Blake Neely; нар. 28 квітня 1969, Перис, Техас, США) — американський композитор, диригент та оркестратор. Він був номінований на сім премій «Еммі» за роботу над фільмами «Кохання вдівця», «Тихий океан», «Пан Американ», «Памела, історія кохання», «На добраніч, Оппі!» та виграв «Еммі» (2021) за телесеріал «Бортпровідниця».

## Біографія
Нілі народився в Перисі, штат Техас. Його батько був фермером і професором, а мати — журналісткою та письменницею. Він вивчав лінгвістику в Техаському університеті.

## Кар'єра
Протягом багатьох років Нілі брав участь у створенні та був згаданий у багатьох кіно- та телевізійних проектах, таких як «Евервуд» (за який у 2003 році був номінований на премію «Еммі» за цю тему), перші три фільми «Пірати Карибського моря», «Кінг-Конг», «Останній самурай» та «Великий Бак Говард». Інші кінопроекти, в яких він є єдиним композитором, — це «Елвіс та Анабель», «Десятка для стартера», «Наречений напрокат» та «Грейхаунд».
Крім того, Нілі написав музику для понад сорока телесеріалів, зокрема «Менталіст», «Ти» та «Бортпровідниця» ( за цю тему він отримав премію «Еммі» у 2022 році).
Він часто співпрацював зі сценаристом / режисером / продюсером Грегом Берланті, зокрема над фільмами «Евервуд» , «Джек і Боббі», «Брати та сестри», «Ілай Стоун», «Брудні сексуальні гроші», «Політичні тварини» , «Сліпа зона», а також серіалами у Мультивсесвіт Стріли: «Стріла», «Флеш», «Супердівчина», «Легенди завтрашнього дня» та «Бетвумен».
Його також згадують разом із кількома відомими композиторами, такими як Майкл Кеймен, Джеймс Ньютон Говард, Вангеліс (за його роботу над проектом Mythodea як аранжувальник і диригент) та Ганс Циммер.
Як автор, він написав понад 25 книг з інструментальної методики, таких як бестселер «Піаніно для чайників».
Він записав музику до документального фільму HBO про Девіда Маккалоу в голлівудській студії Conway 23 лютого 2008 року.